# Jos Stassen
Joseph (Jos) Stassen (Tongeren, 12 februari 1961) is een Belgisch licentiaat psychologie en politicus voor Groen. Jos Stassen woont in Kruibeke, waar hij van 2013 tot en met 2018 burgemeester was.

## Levensloop

### Studies en werk
In 1985 behaalde Jos Stassen zijn diploma van licentiaat in de klinische psychologie aan de Katholieke Universiteit Leuven. Van 1985 tot 1987 werkte hij als leefgroepbegeleider in het Sociaal Orthopedagogisch Centrum De Hagewinde te Lokeren en van 1987 tot 1995 was hij in datzelfde centrum verantwoordelijk voor het internaat.

### Politiek
Van 1987 tot 1991 was Jos Stassen lid van de stuurgroep van Agalev. Van 1992 tot 1995 was hij provinciaal secretaris voor de partij voor de provincie Oost-Vlaanderen.
Bij de eerste rechtstreekse verkiezingen voor het Vlaams Parlement van 21 mei 1995 werd hij verkozen in de kieskring Sint-Niklaas-Dendermonde. Ook na de volgende Vlaamse verkiezingen van 13 juni 1999 en van 13 juni 2004 bleef hij Vlaams volksvertegenwoordiger tot juni 2009. Van mei 2003 tot november 2006 zat hij er de Agalev- en aansluitend de Groen!-fractie voor. Hij profileerde zich vooral in dossiers over cultuur, jeugdwerk en levenskwaliteit.
Als Vlaams Parlementslid maakte Jos Stassen namens Groen deel uit van meerdere commissies: de commissie voor Cultuur en Sport (1995-1999), de commissie voor Werkgelegenheid en Economische Aangelegenheden (1995-1999), de commissie voor Economie, Landbouw, Werkgelegenheid en Toerisme (1999-2001), de commissie voor Algemeen Beleid, Financiën en Begroting (2003-2006), de commissie voor Binnenlandse Aangelegenheden, Bestuurszaken, Institutionele en Bestuurlijke Hervorming en Decreetsevaluatie (2004-2006), de commissie voor Cultuur, Jeugd, Sport en Media (2004-2009), de subcommissie voor Financiën en Begroting (2004-2009) en de commissie voor Reglement en Samenwerking (2004-2009). Van 1999 tot 2003 was hij voorzitter van de commissie Cultuur, Media en Sport
In het voorjaar 2009 haalde Stassen het nieuws door zijn steun aan protestacties tegen het slopen van woningen in Doel, waarbij hij werd opgepakt door de politie.

Bij de Vlaamse verkiezingen van juni 2009 kreeg Stassen geen basisplaats meer van de partij en trok hij zich ontgoocheld terug uit de nationale politiek. In 2011 werd hij zaakvoerder van een bedrijf in sport- en kampeerartikelen.
Van 2001 tot 2024 was Stassen eveneens gemeenteraadslid van Kruibeke. Bij de gemeenteraadsverkiezingen in oktober 2012 was Stassen er lijsttrekker voor de kartellijst SamenVoorKruibeke (een kartel van sp.a, Groen en Open Vld). De partij werd derde en sloot een coalitie met de tweede, CD&V. De grootste partij, N-VA, werd daarbij buiten spel gezet. Stassen was door deze coalitie vanaf 1 januari 2013 burgemeester van Kruibeke. Bij de lokale verkiezingen van oktober 2018 won SamenVoorKruibeke ruim 11% en werd met meer dan 34 procent de grootste partij van de gemeente. De lijst werd echter buiten de nieuwe coalitie gehouden, waardoor Stassen — zelf met 2201 voorkeursstemmen de populairste politicus in Kruibeke — zijn burgemeesterschap verloor.
Na zijn burgemeesterschap werd Stassen directeur bedrijfsvoering bij Brandweerzone Zone Oost. In oktober 2020 werd hij kabinetssecretaris van federaal minister Tinne Van der Straeten.
Voor de lokale verkiezingen van oktober 2024 stond Stassen derde op de GROEN&CO-lijst in de nieuw gevormde fusiegemeente Beveren-Kruibeke-Zwijndrecht. Hij raakte verkozen en zetelt er sinds begin 2025 in de gemeenteraad.